# Kapyorkblåsmyg
Kapyorkblåsmyg (Malurus amabilis) är en fågel i familjen blåsmygar inom ordningen tättingar.

## Utbredning och systematik
Fågeln förekommer i nordöstra Queensland (kusten vid Cape York-halvön söder till Townsville). Den behandlas som monotypisk, det vill säga att den inte delas in i några underarter.

## Status
Arten har ett stort utbredningsområde och beståndet anses vara stabilt. Internationella naturvårdsunionen IUCN listar den därför som livskraftig (LC).